# 村上正典
村上 正典（むらかみ しょうすけ、1963年9月9日 - ）は、共同テレビジョン所属のテレビドラマ演出家、映画監督。法政大学卒業。

## 経歴
1986年、23歳で共同テレビに入社する。以後、ほぼ一貫してドラマ制作に携わる。『オレの妹急上昇』『世にも奇妙な物語』『ジュニア・愛の関係』などの演出補を担当するかたわら、フジテレビドラマ『LOVE』の#19「あなたを忘れない」で初演出する。
1993年、『白鳥麗子でございます!』第2話で連続ドラマを初演出、1998年『甘い結婚』で初のメイン監督を担当する。以降、『WATER BOYS』『白い巨塔』『ラストクリスマス』など、共同テレビ制作の作品を多数手がけている。
2005年、『電車男』で映画監督デビューを果たす。

## 人物
『一週間フレンズ。』で村上を監督に起用した石塚慶生プロデューサーは、人間を見る視点が優しく、自然な演出が持ち味で、泣ける作品を撮らせたら右に出るものがいないと評する。

## 作品

### テレビドラマ
- LOVE「あなたを忘れない」（1992年、フジテレビ）
- 白鳥麗子でございます!（1993年、フジテレビ）
- 阿部由美子の誕生日（1994年、フジテレビ）
- 世にも奇妙な物語『時間よ戻れ!』（1994年、フジテレビ）
- 17才（1994年、フジテレビ）
- 100億の男（1995年、関西テレビ）
- BLACK OUT（1995年、テレビ朝日）
- 勝利の女神（1996年、関西テレビ）
- 新・木曜の怪談 怪奇倶楽部〜学校の七不思議（1996年、フジテレビ）
- 八月のラブソング（1996年、よみうりテレビ）
- 木曜の怪談ファイナル タイムキーパーズ（1997年、フジテレビ）
- いいひと。（1997年、関西テレビ）
- 木曜劇場 甘い結婚（1998年、フジテレビ）※初のメイン監督作品
- 美少女H #16「少女の目標」（1998年、フジテレビ）
- ソムリエ（1998年、フジテレビ）
- 世にも奇妙な物語『マニュアル警察』（1999年、フジテレビ）
- 恋愛詐欺師（1999年、テレビ朝日）
- BRAND（2000年、フジテレビ）
- 世にも奇妙な物語『銃男』（2000年、フジテレビ）
- 催眠（2000年、TBSテレビ）
- 神様のいたずら（2000年、関西テレビ）
- ここだけの話#10-D「別ればなし」（2001年、テレビ朝日）
  - リセットの話（DVD Vol.3収録）
- 私を旅館に連れてって（2001年、フジテレビ）
- スタアの恋（2001年、フジテレビ）
- 恋ノチカラ（2002年、フジテレビ）
- 眠れぬ夜を抱いて（2002年、テレビ朝日）
- ショムニFINAL（2002年、フジテレビ）
- ダブルスコア（2002年、フジテレビ）
- 聖夜のドラマスペシャル「彼女たちのクリスマス イブの夜に贈る4人の女性の物語」（2002年、関西テレビ放送）「クリスマスの花束」「イブの旅立ち」
- 世にも奇妙な物語『超税金対策殺人事件』（2003年、フジテレビ）
- ダイヤモンドガール（2003年、フジテレビ）
- WATER BOYS（2003年、フジテレビ）
- 白い巨塔（2003年、フジテレビ）
- 東京湾景（2004年、フジテレビ）※メイン
- ラストクリスマス（2004年、フジテレビ）
- 金曜エンタテイメント 空中ブランコ（2005年6月3日、フジテレビ）
- 1リットルの涙（2005年、フジテレビ）※メイン
- 1リットルの涙 特別編〜追憶〜（2006年、フジテレビ）
- 世にも奇妙な物語15周年の特別編 『命火』（2006年、フジテレビ）
- 今週、妻が浮気します（2007年、フジテレビ）※メイン
- はだしのゲン（2007年、フジテレビ）
- 鹿男あをによし（2008年、フジテレビ）
- 赤い糸（2008年 - 2009年、フジテレビ）※メイン
- 恋して悪魔〜ヴァンパイア☆ボーイ〜（2009年、関西テレビ）※メイン
- ひだまりの場所〜初恋（2010年、ネット配信）
- 絶対零度 〜未解決事件特命捜査〜（2010年、フジテレビ）※メイン
- 世にも奇妙な物語『はじめの一歩』（2010年、フジテレビ）
- CONTROL〜犯罪心理捜査〜（2011年、フジテレビ）※メイン
- 絶対零度〜未解決事件特命捜査〜Special（2011年、フジテレビ）
- HUNTER〜その女たち、賞金稼ぎ〜（2011年、フジテレビ）※メイン
- もう一度君に、プロポーズ（2012年、TBSテレビ）※メイン
- 東野圭吾ミステリーズ「結婚報告」（2012年、フジテレビ）
- 積木くずし　最終章（2012年、フジテレビ）2夜連続
- カラマーゾフの兄弟（2013年、フジテレビ）
- 鍵のない夢を見る（2013年、WOWOW）※メイン
- 家族の裏事情（2013年、フジテレビ）
- SMOKING GUN〜決定的証拠〜（2014年、フジテレビ）※メイン
- 世にも奇妙な物語’14秋の特別編『冷える』『超短編・捨てられない女』（2014年、フジテレビ）
- 美しき罠〜残花繚乱〜（2015年、TBSテレビ）
- フジコ（2015年、Hulu / J:COM）※メイン
- 代償（2016年、Hulu）
- 犯罪症候群season1（2017年、東海テレビ・WOWOW）※メイン
- 犯罪症候群season2（2017年、東海テレビ・WOWOW）※メイン
- 真犯人（2018年、WOWOW）※メイン
- パンドラⅣ AI戦争（2018年、WOWOW）
- ミラー・ツインズ（2019年、東海テレビ・WOWOW）※メイン
- オペレーションZ ～日本破滅、待ったなし～（2020年、WOWOW）※メイン
- セイレーンの懺悔（2020年、WOWOW）
- 神様のカルテ（2021年、テレビ東京）
- プロミス・シンデレラ（2021年、TBSテレビ）※メイン
- 坂の上の赤い屋根（2024年、WOWOW）
- 木曜劇場 ギークス〜警察署の変人たち〜（2024年、フジテレビ）
- スノードロップの初恋（2024年、関西テレビ・フジテレビ）

### 映画
- 電車男（2005年）[2]
- 7月24日通りのクリスマス（2006年）
- 赤い糸（2008年）
- 一週間フレンズ。（2017年）[2]
- モエカレはオレンジ色 （2022年）

## 受賞歴
- 1997年
  - 第13回ザテレビジョンドラマアカデミー賞 監督賞（『いいひと。』）（星護､加門幾生と共に）[3]